# Bruno Heilig
Bruno Heilig (n. 26 aprilie 1888, Hohenau an der March⁠(d), Austria Inferioară, Austro-Ungaria – d. 23 iulie 1968, Berlinul de Est, RDG) a fost un jurnalist austriac, autor și traducător a numeroase cărți.

## Viața și cariera

### Începuturi
Bruno Heilig s-a născut în familia unui negustor rural austriac de etnie evreiască. A absolvit gimnaziul umanist din orașul Lundenburg (azi orașul Břeclav din Cehia), aflat la aproximativ 20 km de satul său natal, după care a urmat timp de doi cursuri de drept la Universitatea din Viena. După ce a deținut câteva posturi de mică importanță la unele ziare vieneze și și-a satisfăcut stagiul militar s-a mutat la Budapesta, unde a lucrat la agenția maghiară de știri Magyar Távirati Iroda (MTI).

### Primul Război Mondial
După izbucnirea Primului Război Mondial a fost concentrat într-un regiment maghiar de telegrafie; în această perioadă Heilig a învățat la perfecție limba maghiară. În timpul războiului el s-a căsătorit cu Hilda Wodiáner.

### Activitatea de jurnalist
Imediat după război a lucrat iarăși pentru Agenția Maghiară de Știri. Din 1920 până în 1923 a fost redactor al secțiunii de politică externă a cotidianului budapestan Pesti Napló și din noiembrie 1920 a fost, de asemenea, corespondent al ziarului Vossische Zeitung din Berlin.
A părăsit redacția ziarului Pesti Napló (de orientare iudeo-liberală)  în 1923; ulterior a desfășurat doar activitatea de corespondent al ziarului berlinez Vossische Zeitung (liberal-burghez).
Bruno Heilig nu s-a sfiit să scrie adevărul și a desfășurat o critică incisivă împănată cu umor. 
O astfel de deschidere nu era confortabilă pentru autorități și nu a mai fost tolerată în cele din urmă. În timpul regimului condus de Miklós Horthy a apărut ideea că evreii reprezentau un risc la adresa culturii maghiare pure – în acea vreme a apărut termenul „iudeo-bolșevism”.
În condițiile instaurării unei politici tot mai naționaliste și mai antisemite Bruno Heilig a fost expulzat din Ungaria pe 1 noiembrie 1928. Este surprinzător că expulzarea sa nu a survenit mult mai devreme, dat fiind că în Ungaria a fost adoptată încă din 1920 o legislație antisemită.
După aceea, a lucrat la Berlin până în martie 1931 ca reporter la editura Ullstein, apoi a lucrat drept corespondent la Berlin al cotidianului austriac Wiener Tag (cu o orientare liberală de stânga) și al ziarului cehoslovac Prager Presse (care era finanțat de stat, apărea în limba germană și avea o orientare de stânga). Sub numele lui au apărut o varietate de articole despre situația politică internă și internațională. Din cauza articolelor sale antinaziste a fost nevoit să fugă din Germania în septembrie 1933, atunci când a aflat că arestarea sa era iminentă.
Revenit la Viena, a lucrat până în vara anului 1934 ca editorialist la cotidianul Wiener Tag, dar și-a pierdut din nou postul din cauza atitudinii sale critice la adresa forțelor politice naționaliste. Plecarea lui a fost forțată de cercurile guvernamentale care au fost nemulțumite de reflectarea în presă a evenimentelor din februarie 1934.
Din august 1934 și până la începutul anului 1935 a redactat ziarul evreiesc Die Stimme, iar în august 1935 a devenit redactor de politică externă și editorialist al ziarului Der Morgen. Începând din 1937 a fost, de asemenea, corespondent al ziarului britanic Jewish Chronicle.
Cartea Nicht nur die Juden geht es an (1936) conține o selecție de articole pe care le-a scris în perioada 1933-1936 pentru ziarele menționate mai sus.

### Arestarea și deportarea în lagărele de concentrare
În 15 martie 1938, la două zile după anexarea Austriei de către Germania lui Hitler, Heilig a fost arestat și deportat la sfârșitul lunii martie împreună cu alți opozanți naziști proeminenți în lagărul de concentrare Dachau. În calitate de antifascist activ și bine cunoscut ar fi urmat să aibă o șansă mică de supraviețuire, dar nu a fost tratat mai rău decât ceilalți prizonieri. Se pare că gardienii SS nu știau că el era unul dintre cei mai căutați oameni. Probabil că o mare parte a actelor sale fuseseră pierdute. În septembrie 1938 a fost transferat în lagărul de concentrare de la Buchenwald.

### Eliberarea
În decembrie 1938 Heinrich Himmler a ordonat ca deținuții evrei să fie eliberați din lagărele de concentrare dacă doresc să emigreze.
În 26 aprilie 1939, de ziua lui de naștere, a primit o telegramă de la soția lui, Hilda, care i-a spus că a obținut o rezervare într-o cursă de pasageri de la Genova la Shanghai. Rezervarea era o pură invenție, dar i-a salvat viața. A doua zi a urcat ca un om liber în trenul spre Viena, iar de acolo a plecat la Milano, unde i s-au alăturat în curând soția lui și fiul lui mai mare; fiul cel mai mic, Gerhard, ajunsese deja în Anglia în decembrie 1938, cu un transport de copii, și a devenit în 1943 pilot al Royal Air Force.

### Exil (1939-1945)
Cu sprijinul Jewish Chronicle Heilig a putut emigra în Marea Britanie, unde a sosit pe 12 august 1939. Restul familiei ar fi trebuit să-l urmeze, dar războiul, care a izbucnit trei săptămâni mai târziu, a făcut imposibilă această călătorie. Mama lui, care se afla încă în Hohenau – locul nașterii lui – a murit într-un lagăr de concentrare.
În 1941 a apărut raportul Men Crucified. În această carte a descris perioada internării sale în lagărele de concentrare de la Dachau și Buchenwald. Cartea a beneficiat de primirea favorabilă unanimă a criticilor. Criticul englez James Agate a scris următoarele în Daily Express: „Cartea săptămânii. Men Crucified de Bruno Heilig, trei sute de pagini de comportament diabolic nazist în lagărele de concentrare de dinaintea războiului...”. Cartea a avut trei ediții, s-a vândut repede și numai lipsa de hârtie din timpul războiului a împiedicat retipărirea ei.
Carte a apărut în limba germană sub titlul Menschen am Kreuz în 1948 (Verlag Neues Leben, Berlin), într-o singură ediție. Abia după mai mult de 50 de ani a fost republicată această contribuție semnificativă la istoria perioadei (Bibliothek der Provinz 2002). Bruno Heilig oferă o imagine chinuitoare și autentică a timpului petrecut ca prizonier în lagărele de concentrare naziste în anii 1938 și 1939.
Necunoașterea limbii engleze nu i-a permis să desfășoare o activitate publicistică în Anglia, supraviețuind doar datorită sprijinului financiar acordat de către Jewish Chronicle. În primăvara anului 1941 s-a angajat ca ucenic într-unul dintre atelierele înființate de guvern. După încheierea perioadei de ucenicie, a lucrat ca strungar și muncitor în cadrul industriei de război.

### După război
După război a lucrat la agenția de știri DANA și mai târziu la Tribunalul Militar din Nürnberg. În 1947 s-a retras din serviciile americane și s-a dus în Berlinul de Est, unde s-a alăturat Partidului Socialist Unit din Germania și a lucrat ca jurnalist. În ianuarie 1948 a devenit redactor-șef adjunct al ziarului Deutschlands Stimme, iar la sfârșitul anului 1949 a fost împreună cu Max Spangenberg redactor-șef al acestui ziar. El, care fusese mulți ani un comunist devotat, și-a păstrat întotdeauna dreptul la propria opinie. Acest lucru nu i-a fost tolerat în RDG. Când a devenit inconfortabil pentru regim, a pierdut poziția de redactor-șef la sfârșitul lunii august 1952, aceasta fiind o soartă pe care a avut-o frecvent.
El și-a făcut mai târziu un renume ca traducător de literatură maghiară și în 1960 a obținut medalia PEN a Asociației P.E.N. din Ungaria pentru meritele sale în popularizarea culturii maghiare.

## Lucrări
- Menschen am Kreuz, Berlin : Verl. Neues Leben, 1947; Weitra : Bibliothek der Provinz, 2002
- Nicht nur die Juden geht es an, Viena : Victoria Druckerei, 1936

## Legături externe
- de Bruno Heilig în Catalogul Bibliotecii Naționale a Germaniei (Informații despre Bruno Heilig • PICA • Căutare pe site-ul Apper)

1. ↑  „Bruno Heilig”, Gemeinsame Normdatei, accesat în 20 martie 2015
2. ↑  CONOR.SI[*] Verificați valoarea |titlelink= (ajutor)